# Шуйский, Валерий Константинович
Вале́рий Константи́нович Шу́йский (20 февраля 1939, Ленинград — 7 января 2008, Санкт-Петербург) — российский искусствовед, архитектуровед, знаток памятников истории и архитектуры Санкт-Петербурга.

## Биография
В 1968 году окончил факультет теории и истории искусств Ленинградского института живописи, скульптуры и архитектуры имени И. Е. Репина. Работал научным сотрудником, старшим научным сотрудником, главным хранителем Научно-исследовательского музея Российской академии художеств в Ленинграде.
Похоронен В. К. Шуйский в городе Пушкин на Казанском кладбище.

## Научная деятельность
Автор многих книг, статей и докладов о зодчестве Санкт-Петербурга, наиболее известными из которых являются труды, посвящённые таким выдающимся зодчим, как Винченцо Бренна, Карло Росси, Андреян Захаров, Тома де Томон, Валлен-Деламот, Огюст Монферран и других.
В последние годы В. К. Шуйский изучал творческую биографию архитектора Огюста Рикара де Монферрана. Работая в российских и французских архивах, исследователь выявил неизвестные ранее детали, в том числе при сотрудничестве Б. Н. Лосского обнаружил захоронение Монферрана на кладбище Монмартр в Париже. Собранные материалы Шуйский издал в виде монографии «Огюст Монферран: История жизни и творчества» (2005), а также подготовил к защите докторскую диссертацию на эту тему. Диссертация обсуждалась на кафедре истории русского искусства Исторического факультета Санкт-Петербургского Государственного университета и была рекомендована к защите. Неожиданная смерть автора в 2008 году прервала это начинание.

### Сочинения
Автор свыше 130 научных работ.
- Шуйский В. К. Тома де Томон. — Л.: Лениздат, 1981. — 160 с. — (Зодчие нашего города). — 40 000 экз.
- Шуйский В. К. Винченцо Бренна. — Л.: Лениздат, 1986. — 200 с. — (Зодчие нашего города). — 40 000 экз.
- Шуйский В. К. Андреян Захаров. — Л.: Лениздат, 1989. — 192 с. — (Зодчие нашего города). — 50 000 экз. — ISBN 5-289-00462-9.
- Шуйский В. К. Андреян Захаров. — СПб.: Стройиздат, 1995. — 224 с. — 5000 экз. — ISBN 5-87897-017-1.
- Шуйский В. К. Зрелое русское барокко и ранний классицизм. — СПб., 1997. — 155 с.. — СПб.: Белое и Черное, 1997. — 156 с. — (Архитектура Петербурга. Стили и мастера). — 5000 экз.
- Строгий классицизм. 1997
- Шуйский В. К. Карло Росси. — СПб.: Стройиздат, 2001. — 224 с. — 5000 экз. — ISBN 5-87897-076-7.
- Шуйский В. К. Огюст Монферран: История жизни и творчества. — М.: Центрполиграф, 2005. — 416 с. — ISBN 5-9524-1749-3.
- Шуйский В. К. Имперские дворцы Санкт-Петербурга. — СПб.: Лениздат, 2006. — 320 с. — (Петербургская коллекция). — 3050 экз. — ISBN 5-289-02199-X.
- Шуйский В. К. Золотой век барокко и классицизма в Санкт-Петербурге. — М.; СПб.: Центрполиграф, 2008. — 288 с. — 2000 экз. — ISBN 978-5-9524-3777-7.